# Onoba compsa
Onoba compsa is een slakkensoort uit de familie van de Rissoidae. De wetenschappelijke naam van de soort is voor het eerst geldig gepubliceerd in 1987 door Bartsch in Golikov, Gulbin & Sirenko.